# Crazy Zoo
Crazy Zoo (逢魔ヶ刻動物園?, Ōmagadoki dōbutsuen), noto anche come Ōumagadoki Zoo e talvolta abbreviato in Ōumazoo, è un manga shōnen giapponese creato e disegnato da Kōhei Horikoshi e pubblicato in Giappone dal luglio 2010 al 18 aprile 2011. La serie è stata raccolta in cinque tankōbon ed è giunta in Italia a partire dal 5 aprile 2012 per conto della GP Publishing.

## Trama
Hana Aoi è una normale liceale, anche se è molto goffa e quindi spesso considerata una buona a nulla. Ma Hana vuole cambiare, e decide che trovare un lavoro part-time sarebbe il primo passo nella giusta direzione. Essendo un'amante degli animali, il suo lavoro dei sogni dovrebbe permetterle di stare tutti i giorni fra gli animali prendendosi cura di loro - lo zoo sembra il posto perfetto per questo. Così, quando le capita di vedere un'offerta di lavoro di un parco animali in zona, non esita a fissare un colloquio di lavoro. Quando Hana arriva allo Zoo Oumagadoki tutto le sembra normale ed ordinario. Ma questo solo fin quando Hana non incontra il direttore dello zoo, Shina, un ragazzo trasformato in un essere mezzo uomo e mezzo coniglio da un demone inferocito.

## Personaggi

### Umani
Hana Aoi (蒼井華?, Aoi Hana)
Giovane e impacciata, Hana è una ragazza amante degli animali, e decide di accettare l'incarico come guardiana tuttofare allo Zoo della sua città.
Shina (椎名?, Shīna)
È il direttore dello zoo, è un ragazzo trasformato in un essere mezzo uomo e mezzo coniglio da un demone coniglio. Accanito fumatore di carote, con una contagiosa voglia di divertirsi e fare casino. Attraverso il fumo delle sue carote genera una nube in grado di trasformare tutti gli animali dello zoo in esseri antropomorfi in grado di parlare.
Isana (勇魚?, Isana)
Direttore dell'Acquario "Ushimitsudoki", è un ragazzo tramutato in un ibrido Uomo-Cetaceo da un Demone Capodoglio, in quanto da giovane, durante una gita su uno Yacht, cominciò a sparare sui branchi di pesce in quanto essi non provavano timore nei confronti dell'essere umano. Veste in modo elegante, portando sempre al volto una Maschera da Sub del '900 per nascondere la parte di volto ancora non umana.
Mukanai Hanauwa (鼻上向内?, Hanauwa Mukanai)
Presidente dell'Impresa Edile Ushimi ed ex sponsor dell'Ushimitsudoki. Ha un figlio di nome Muki.
Muki Hanauwa (鼻上向未?, Hanauwa Mukio)
Figlio primogenito di Mukanai, egli incontra la prima volta i protagonisti mentre sta facendo una ricerca scolastica nel bosco.
Hiero Michinoke (道乃家 日枝狼?, Michinoke Hierō)
Direttore del Circo Yatsudoki.

### Animali
Uwabami (ウワバミ?, Uwabami)
È un Serpente, che si trasforma in una giovane donna, molto simile a una creatura mitologica chiamata Medusa.
Oogami (大上?, Ōgami)
È un Dhole (Cane Rosso). Tratta da pari anche i più pomposi dei suoi compagni. Calcolatore e un po' codardo.
Shishido (シシド?, Shishido)
È un Leone. È stato salvato da Shiina quando era svenuto nella savana a causa di una feroce battaglia per il possesso di un branco.
Largha Igarashi (イガラシ?, Igarashi)
È una Foca.
Popo (ポポ?, Popo)
È un Ippopotamo.
Umemura (梅村?, Umemura)
È un Bisonte Americano.
Gorilla Kong (ゴリラ コング?, Gorira Kongu) (Gorikon)
È un Gorilla.
Chita (知 多?, Chita)
È un Ghepardo.
Kasai (加西?, Kasai)
È un Rinoceronte Indiano.
Kameda (亀田?, Kameda)
È una Tartaruga delle Galapagos.
Takahiro (タカヒロ?, Takahiro)
È un'Aquila di mare dalla coda bianca.

## Volumi
In Giappone vieniva pubblicato settimanalmente dalla Shūeisha nello Shōnen Jump. È composta da 40 capitoli, raccolti in 5 tankōbon. La serializzazione mensile in Giappone si è conclusa nel mese di agosto 2011 col capitolo 38. In Italia, la serie è edita dalla GP Publishing nella collana GP Manga, la quale ha pubblicato, 5 volumi.
| Nº | Titolo italiano Giapponese 「Kanji」 - Rōmaji | Data di prima pubblicazione             | Data di prima pubblicazione           |
| Nº | Titolo italiano Giapponese 「Kanji」 - Rōmaji | Giapponese                              | Italiano                              |
| 1  | Crazy Zoo 1 「逢魔ヶ刻動物園 1」 - Ōmagadoki dōbutsuen 1 | 4 novembre 2010 ISBN 978-4-08-870131-8  | 5 aprile 2012 ISBN 978-88-6468-709-4  |
| 1  | Capitoli - Capitolo 1: Benvenuti allo Zoo (逢魔ヶ刻にいらっしゃい?, Oumagadoki Ni Irasshai) - Capitolo 2: Il Coniglio, Il Gorilla e La Custode (ウサギとゴリラと飼育員?, Usagi to Gorira to Shiikuin) - Capitolo 3: Il Coniglio, Il Ghepardo e L'Esposizione (ウサギとチーターと行動展示?, Usagi to Chiitaa to Koudou Tenji) - Capitolo 4: Il Coniglio va in Città (ウサギ、街へ出る?, Usagi, Machi-He Deru) - Capitolo 5: Il Coniglio, Il Mare e le Forme dell'Amore (ウサギと海と恋模様?, Usagi to Umi to Koimoyou) - Capitolo 6: Il Coniglio e il Re degli Animali (ウサギと百獣の王?, Usagi to Hyakujuu no Ou) - Capitolo 7: Il Capo e il Leone (園長とライオン?, Enchou to Raion) |                                         |                                       |
| 2  | Crazy Zoo 2 「逢魔ヶ刻動物園 2」 - Ōmagadoki dōbutsuen 2 | 29 dicembre 2010 ISBN 978-4-08-870167-7 | 10 maggio 2012 ISBN 978-88-6468-710-0 |
| 2  | Capitoli - Capitolo 8: Il Coniglio e L'Oggetto non Identificato (ウサギと未確認歩行物体?, Usagi to Mikakuninhokoubuttai) - Capitolo 9: L'Invasione Dell'Acquario (水族館の侵略?, Suizokukan no Shinryaku) - Capitolo 10: L'Inizio delle Ostilità: Zoo VS Acquario (動物園 ＶＳ 水族館勃発?, Doubutsuen baasasu Suizokukan Boppatsu) - Capitolo 11: Benvenuti All'Acquario Ushimitsudoki (丑三ッ時水族館へいらっしゃい?, Ushimitsudoki Suizokukan He Irasshai) - Capitolo 12: Alla Carica! (突撃！ 隣の水族館?, Totsugeki! Tonari no Suizokukan) - Capitolo 13: Shina e Isana (椎名と伊佐奈?, Shiina to Isana) - Capitolo 14: Zoo VS Acquario: Inizio (動物園 ＶＳ 水族館、 開始?, Doubutsuen baasasu Suizokukan, Kaishi) - Capitolo 15: L'Indole del Cane Bastonato (負け犬根性?, Makeinu Konjou) - Capitolo 16: Duello fra Uomini (漢の決闘?, Otoko no Kettou) |                                         |                                       |
| 3  | Crazy Zoo 3 「逢魔ヶ刻動物園 3」 - Ōmagadoki dōbutsuen 3 | 4 marzo 2011 ISBN 978-4-08-870195-0     | 7 giugno 2012 ISBN 978-88-6468-711-7  |
| 3  | Capitoli - Capitolo 17: Il Leone VS L'Orca (ライオン ＶＳ シャチ?, Raion baasasu Shachi) - Capitolo 18: Igarashi a Me! (イガラシを...!?, Igarashi wo...!) - Capitolo 19: L'Inettitudine VS La Forza (不器用 ＶＳ 力?, Bukiyou baasasu Chikara) - Capitolo 20: Il Capo VS Il Direttore (園長 ＶＳ 館長?, Enchou baasasu Kanchou) - Capitolo 21: La Maledizione della Balena (鯨の呪い?, Kujira no noroi) - Capitolo 22: Amici (仲間?, Nakama) - Capitolo 23: Zoo VS Acquario: La Conclusione (動物園 ＶＳ 水族館, 決着?, Doubutsuen baasasu Suizokukan, Ketchaku) - Capitolo 24: Chi è il più Forte dello Zoo?! (園の最強は誰!??, En no saikyou wa Dare!?) - Capitolo 25: Arrivano i Visitatori! (お客さん来た!?, O-kyaku san Kita!) |                                         |                                       |
| 4  | Crazy Zoo 4 「逢魔ヶ刻動物園 4」 - Ōmagadoki dōbutsuen 4 | 3 giugno 2011 ISBN 978-4-08-870226-1    | 12 luglio 2012 ISBN 978-88-6468-712-4 |
| 4  | Capitoli - Capitolo 26: La Custode va a Scuola (飼育員, 学校へ行く?, Shiikuin, Gakkou-he Iku) - Capitolo 27: La Domanda di Kikuchi (菊池くんの相談?, Kikuchi-kun no Soudan) - Capitolo 28: Benvenuti al Circo Yatsudoki (ヤツドキサーカスへいらっしゃい?, Yatsudoki Saakasu He Irasshai) - Capitolo 29: Il Mistero di Yatsudoki (ヤツドキの謎?, Yatsudoki no Nazo) - Capitolo 30: Il Re degli Animali VS Il Re della Foresta (百獣の王VS密林の王?, Hyakujuu no Ou baasasu Mitsurin no Ou) - Capitolo 31: Crescita (育ち盛り?, Sodachizakari) - Capitolo 32: Uwabami VS Toitoi (ウワバミＶＳトイトイ?, Uwabami baasasu Toitoi) - Speciale: Crazy Zoo (逢魔ヶ刻動物園?, Ōmagadoki Dōbutsuen) |                                         |                                       |
| 5  | Crazy Zoo 5 「逢魔ヶ刻動物園 5」 - Ōmagadoki dōbutsuen 5 | 4 agosto 2011 ISBN 978-4-08-870275-9    | 4 agosto 2012 ISBN 978-88-6468-713-1  |
| 5  | Capitoli - Capitolo 33: Il Circo Nero (ブラックサーカス?, Burakku Sākasu) - Capitolo 34: Il Circo Dell'Orso (サーカスデルオルソ?, Sākasu Deru' Kuma) - Capitolo 35: L'Elefante fa sul Serio (象はセリオです?, Zō wa Seriodesu) - Capitolo 36: Gli Animali non Parlano (動物は話すことはありません?, Dōbutsu wa Hanasu koto wa Arimasen) - Ultimo Capitolo: Crazy Zoo (逢魔ヶ刻動物園?, Ōmagadoki Dōbutsuen) - Capitolo 5102: Shina (椎名?, Shīna) - Speciale: Il Mio Eroe (私のヒーロー?, Watashi no Hīrō) |                                         |                                       |

## One-shot
Crazy Zoo (逢魔ヶ刻動物園?, Ōmagadoki dōbutsuen) è un one-shot, creato è disegnato da Kōhei Horikoshi e pubblicato in Giappone dalla rivista Weekly Shōnen Jump nel gennaio 2010.

### Personaggi presenti nelloone-shot
- Shiina
- Hana Aoi
- Sakamata
- Isana
- Shishido
- Hierou Michinoke
- Suzuki Tarou